# Melaloncha gongyla
Melaloncha gongyla är en tvåvingeart som beskrevs av Brown 2005. Melaloncha gongyla ingår i släktet Melaloncha och familjen puckelflugor.